# Daniel Goumou
Pour les articles homonymes, voir Goumou.
Daniel Goumou, né le 10 avril 1990 à Conakry, est un footballeur qatari d'origine guinéenne.
Milieu de terrain, il joue en faveur du club d'Al-Markhiya au Qatar.

## Biographie

### En club
Goumou commence sa carrière au Falcon College, avant de rejoindre l'ASPIRE Academy for Sports Excellence en 2006[réf. nécessaire].
Agé de 18 ans, il quitte Conakry pour le Maroc. Après seulement trois mois, il déménage au Qatar en 2008.
En février 2009, il rejoint le club d'Al Rayyan. Lors de la saison 2011-12 du championnat du Qatar, Goma accumule un nombre record de cartons jaunes, avec sept cartons jaunes en neuf apparitions[réf. nécessaire].

### Carrière internationale
Goumou joue avec l'équipe olympique de football du Qatar lors des Jeux asiatiques de 2010 organisés en Chine.

## Palmarès
Al Rayyan SC
- Coupe de l'émir du Qatar (1) :
  - Vainqueur : 2010.

- Coupe Sheikh Jassem du Qatar (2) :
  - Vainqueur : 2012, 2013.